# 913
Évszázadok: 9. század – 10. század – 11. század
Évtizedek: 860-as évek – 870-es évek – 880-as évek – 890-es évek – 900-as évek – 910-es évek – 920-as évek – 930-as évek – 940-es évek – 950-es évek – 960-as évek
Évek: 908 – 909 – 910 – 911 –  912 – 913 – 914 – 915 – 916 – 917 – 918

## Események

### Európa
- Gonosz Arnulf bajor herceg megtagadja az adófizetést a magyaroknak, ezért azok feldúlják Bajorországot (ahol Arnulf nem száll szembe velük, erőit várakba vonja vissza), majd továbbhaladva Svábföldön és a Rajnán átkelve Felső-Burgundiában fosztogatnak. Arnulf, valamint Erchanger és Burchard sváb grófok az Inn folyónál megtámadják és szétverik a zsákmánnyal hazafelé tartó magyarokat; állítólag csak 30-an menekülnek meg közülük.
- Konrád német király feleségül veszi Arnulf anyját, Cunigundát (Luitpold őrgróf özvegyét; az őrgróf a pozsonyi csatában esett el).
- III. Alexandrosz bizánci császár megtagadja az adófizetést a bolgároknak, ezért Simeon fejedelem hadat üzen. Nem sokkal ezt követően a 42 éves Alexandrosz meghal (állítólag lovaspóló közben túlerőltette magát). Utódja 8 éves unokaöccse, Bíborbanszületett Konstantin, aki helyett a Nikolaosz Müsztikosz pátriárka vezette régenstanács kormányoz. Kónsztantinosz Dukasz hadvezér fellázad és császárrá kiáltja ki magát, de a régenstanács híveivel való összecsapásban megölik.
- Simeon fejedelem ellenállás nélkül eljut Konstantinápolyig és ostrom alá veszi a várost. Nikolasz pátriárka tárgyalásokat kezd és enged Simeon követeléseinek: hajlandó őt a bolgárok császárává (cárjává) koronázni és Konstantin császárt eljegyzik Simeon lányával (ezáltal a bolgár uralkodó a császár gyámjaként léphetne fel).
- Meghal III. Anasztáz pápa. Utódjául Landót választják, de Róma továbbra is Theophilactus tusculumi gróf és felesége, Theodora befolyása alatt marad.
- A vikingek megölik Gourmaëlont, Bretagne trónbitorló hercegét és uralmuk alá vonják a hercegséget.
- A szicíliai szaracénok elűzik a Fátimida kormányzót, helyette egy Aglabida herceget, Ahmed ibn Horobot kiáltják ki emírjüknek és al-Muktadir kalifa védelmét kérik.
- Először említik Kasselt.

### Kína
- Palotaforradalomban meggyilkolják Csu Ju-kujt, a Kései Liang-dinasztia császárát. Utódja öccse, Csu Ju-csen.

## Születések
- Al-Manszúr Billáh, fátimida kalifa
- Szász Gerberga, IV. Lajos nyugati frank király felesége

## Halálozások
- május 15. – I. Hatto, mainzi érsek, keleti frank régens
- június  – III. Anasztáz, római pápa
- június 6. – III. Alexandrosz, bizánci császár
- Csu Ju-kuj, a kínai Kései Liang-dinasztia császára
- Gourmaëlon, breton herceg
- Kónsztantinosz Dukasz, bizánci trónkövetelő

## Fordítás
- Ez a szócikk részben vagy egészben  a(z)   913 című angol Wikipédia-szócikk ezen változatának fordításán alapul.  Az eredeti cikk szerkesztőit annak laptörténete sorolja fel. Ez a jelzés csupán a megfogalmazás eredetét és a szerzői jogokat jelzi, nem szolgál a cikkben szereplő információk forrásmegjelöléseként.